# Nailsworth
Nailsworth – miasto w Wielkiej Brytanii. w Anglii w hrabstwie Gloucestershire, leżące w dolinie Stroud na wzgórzach Cotswold, przy drodze A46. Miasto zamieszkuje 6 tys. mieszkańców. Miasto jest punktem wypadowym turystów na wzgórza Cotswold.

## Historia
W czasach starożytnych istniało osadnictwo w dolinie potoku Nailsworth Stream, są dowody na istnienie osady z czasów rzymskich. W średniowieczu w tym miejscu istniał dwór Calcot Manor, wybudowany w roku 1311. W czasach nowożytnych w mieście istniał młyn i browar. W latach 1867–1947 miasto obsługiwała linia kolejowa.